# Rudolf Viest
Rudolf Viest (24. září 1890, Revúca – 1944/1945?) byl slovenský divizní generál, velitel povstalecké armády na Slovensku v době Slovenského národního povstání, československý legionář v první světové válce a jediný slovenský generál v předválečné ČSR.

## Život

### Meziválečné období

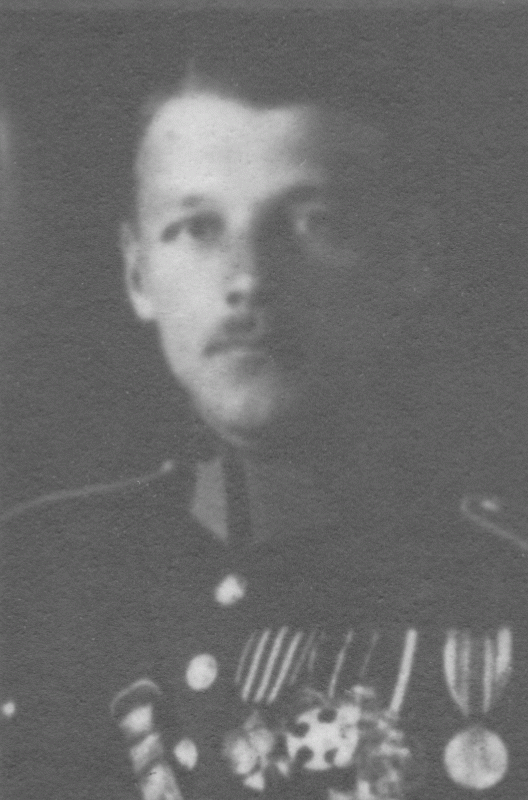
V hodnosti podplukovníka jako frekventant Válečné školy v Praze, ročník 1922/1923 na tablu absolventů

Mezi lety 1920–1939 působil jako důstojník Československé armády v diplomatických a velitelských funkcích. Nejvyšší funkce dosáhl jako velitel 6. a 7. armádního sboru. Roku 1933 dosáhl hodnost brigádního generála, v roce 1938 byl povýšen do hodnosti divizního generála. Za mobilizace v září 1938 velel jednotkám VI. sboru. Byl členem delegace na československo-maďarských mezivládních jednáních 9. až 13. října 1938, na kterých se ve smyslu Mnichovské dohody měla vyřešit otázka maďarské menšiny v Československu.

### Druhá světová válka
Od roku 1939 byl příslušníkem slovenské armády. Patřil ke skupině protifašisticky orientovaných důstojníků, udržoval styk s domácím odbojem i československou exilovou vládou v Londýně. Dne 14. března 1939 jako první podepsal prohlášení, ve kterém vystoupil proti činnosti, která vedla k odtržení Slovenska od ČSR. 29. srpna 1939 emigroval přes Maďarsko do Francie. Od 17. října 1939 byl členem Československého národního výboru v Paříži a velitelem tvořícího se exilového československého vojska. Od ledna 1940 velel 1. československé divizi ve Francii. Po okupaci Francie v červnu 1940 odešel do Anglie. Následně se stal členem Státní rady československé a ministrem československé exilové vlády v Londýně. Šlo o stoupence Edvarda Beneše.
Od 20. června 1944 byl zástupcem československého vládního delegáta pro osvobozená území. 22. srpna 1944 odletěl s československou vládní delegací z Anglie do SSSR. Odtud odletěl 6. října 1944 přes Moskvu s částí 2. československé paradesantní brigády do Banské Bystrice na pomoc SNP.
Poté se stal velitelem 1. československé armády na Slovensku po Jánu Golianovi a taktéž předsedou Rady na obranu Slovenska. Jeho prostřednictvím se československá exilová vláda pokoušela získat větší vliv ve vedení SNP a v armádě. V tomto období se však vojenská situace povstalecké armády začala zhoršovat. V noci z 27. na 28. října 1944 vydal v Donovalech poslední rozkaz: „Boj za slobodu Československa sa nekončí, bude pokračovať v horách“. Ve složitých podmínkách však nebyl schopen zabezpečit, aby se rozkaz dostal do všech povstaleckých vojenských jednotek, čímž přispěl k rozkladu povstalecké armády.
Dne 3. listopadu 1944 byl Viest s Golianem v Pohronském Bukovci zajat. Byli vyšetřováni v Banské Bystrici a Bratislavě, následoval transport do Berlína a odsouzení německým soudem k trestu smrti. Datum a místo jejich smrti není známé, některé zdroje uvádí únor 1945 a koncentrační tábor Flossenbürg.

## Vyznamenání

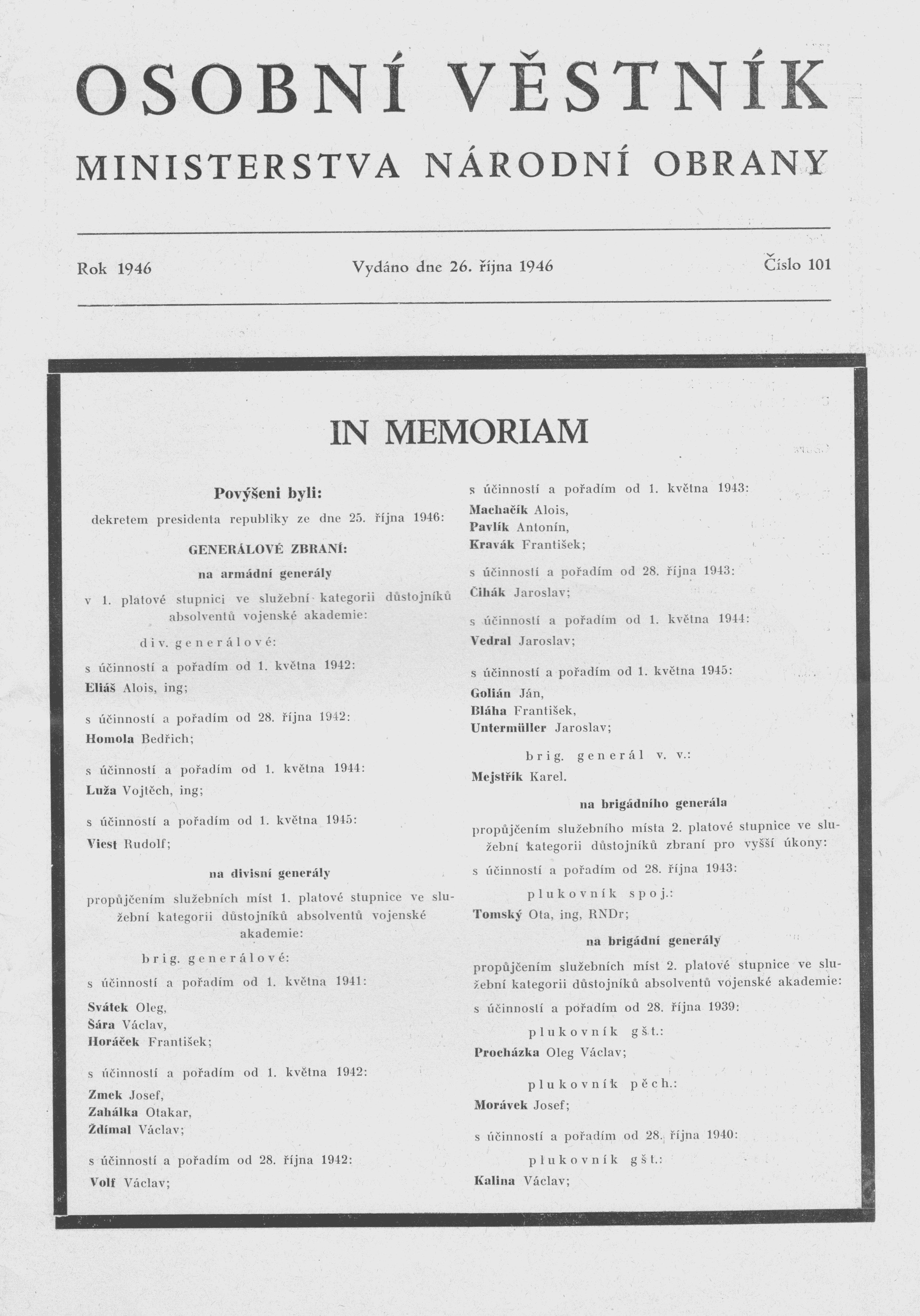
Osobní věstník MNO číslo 101 ze dne 26. října 1946 titulní strana - povýšení do hodnosti armádního generála

- Řád svaté Anny, III. třída s meči a mašlí, 1916 (Rusko)
- Medaile za chrabrost Miloše Obiliče[7], zlatá, 1916 (Srbské království)
- Řád svaté Anny, III. třída s meči a mašlí, udělen podruhé 1919 (Rusko)
- Válečný kříž 1914-1918, 1919 (Francie)
- Řád sokola, s meči, 1919
- Československý válečný kříž 1914–1918, 1920
- Vojenský kříž [8], 1920 (Velká Británie)
- Československá medaile Vítězství, 1922
- Československá revoluční medaile, 1922
- Pamětní medaile na válku 1914-1918, 1923 (Království SHS)
- Řád čestné legie, V. třída – rytíř, 1927 (Francie)
- Pamětní medaile na válku 1914-1918[9], udělena podruhé, 1928 (Království SHS)
- Řád jugoslávské koruny, IV. třída, 1929 (Jugoslávské království)
- Řád znovuzrozeného Polska, III. třída, 1930 (Polsko)
- Československý válečný kříž 1939, 1940
- Válečný kříž 1939-1945, 1941 (Francie)
- Řád britského impéria, III. třída (CBE), 1941 (Velká Británie)
- Řád znovuzrozeného Polska, II. třída, 1941 (Polsko)
- Řád jugoslávské koruny, II. třída, 1942 (Jugoslávské království)
- Pamětní medaile československé armády v zahraničí, 1944
- Československá medaile za zásluhy, I. stupeň, 1944
- Řád Slovenského národního povstání, I. třída, 1945 in memoriam
- Hvězda 1939–1945 [10], 1945 in memoriam
- Československý válečný kříž 1939, 1947 in memoriam
- Odznak Československého partyzána[11], 1947 in memoriam
- Bachmačská pamětní medaile, 1948 in memoriam
- Řád rudé zástavy, 1969 in memoriam
- Řád Milana Rastislava Štefánika, III. třída, 1991 in memoriam
- Řád Ľudovíta Štúra, I. třída, udělen 30.08.1995 in memoriam (Slovensko)
- Kříž obrany státu ministra obrany České republiky, 2008 in memoriam